# Bortigiadas
Bortigiadas ist eine italienische Gemeinde (comune) mit 709 Einwohnern (Stand 31. Dezember 2023) in der Provinz Nord-Est Sardegna auf Sardinien. Die Gemeinde liegt etwa 30 Kilometer westlich von Olbia am Punta Albana. Der Fluss Coghinas liegt auf der westlichen Grenze.

## Verkehr
Durch die Gemeinde führt die Strada Statale 672 Sassari-Tempio von Ploaghe nach Bortigiadas. Der Bahnhof liegt an der Schmalspurbahn an der Bahnstrecke Sassari–Palau. Die Strecke ist hier insofern interessant, da der Ort samt Station in einer Kreiskehrschleife der Bahnstrecke liegt.